# Čičarovce
Čičarovce é um município da Eslováquia, situado no distrito de Michalovce, na região de Košice. Tem 26,63 km² de área e sua população em 2018 foi estimada em 883 habitantes.

## Demografia
| Ano:        | 1994 | 2004    | 2014   | 2024   |
| ----------- | ---- | ------- | ------ | ------ |
| Broj ljudi: | 732  | 852     | 901    | 928    |
| Razlika:    |      | +16,39% | +5,75% | +2,99% |

| Ano:               | 2023 | 2024   |
| ------------------ | ---- | ------ |
| Número de pessoas: | 930  | 928    |
| Diferença:         |      | -0,21% |